# Systropus marshalli
Systropus marshalli är en tvåvingeart som beskrevs av Mario Bezzi 1924. Systropus marshalli ingår i släktet Systropus och familjen svävflugor. Inga underarter finns listade i Catalogue of Life.